# Hétéroflexibilité
 (juillet 2025).
L'hétéroflexibilité est une forme d'orientation sexuelle caractérisée par une activité homosexuelle minime dans une orientation contraire principalement hétérosexuelle le distinguant ainsi de la bisexualité. Elle est caractérisée la plupart du temps « plus souvent hétérosexuel »,. Bien que parfois assimilé à la bi-curiosité pour décrire un large continuum de l'orientation sexuelle entre hétérosexualité et bisexualité, d'autres auteurs distinguent l'hétéroflexibilité comme le manque du « souhait d'expérimenter avec... la sexualité » implicité par le terme bi-curieux. La situation dans laquelle l'activité homosexuelle prédomine est appelée l'homoflexibilité.
Des enquêtes aux États-Unis et au Canada montrent que 3 à 4 % des adolescents de sexe masculin, lorsqu'on leur donne le choix lors de la sélection d'un terme qui décrit le mieux leurs sentiments sexuels, les désirs et les comportements, optent pour « la plupart du temps » ou « principalement » hétérosexuel. Avec « 100 % hétérosexuel » étant la plus grande 'identité' supposée, le terme « principalement hétérosexuel » a été le premier utilisé dans l'auto-identification. Sur les 160 hommes interrogés pour une étude en 2008 et 2009, près d'un sur huit a déjà été attiré par le même sexe. La majorité avait ressenti ces sentiments dès le lycée ; quelques autres les ont développé plus tardivement. Et dans un échantillon national de jeunes hommes dont l'âge moyen était de 22, la proportion « essentiellement hétérosexuelle » a augmenté lorsqu'ils ont terminé la même étude six ans plus tard.
Depuis 2010, la plupart des études d'hétéroflexibilité ont mis l'accent sur les jeunes hommes et femmes, en particulier sur les femmes blanches dans le milieu universitaire. D'autres études ont porté sur les origines sociales du comportement, telles que la présentation des médias de la bisexualité,,,.
L'hétéroflexibilité est généralement considérée comme ayant une connotation positive, bien que l'utilisation de ce terme comme une insulte pop-culturelle ait été attestée,,.